# Storia di Castelnovo ne' Monti

## Epoca preistorica e protostorica
Nei pressi della Pietra di Bismantova sono documentate scarse tracce di frequentazione del Paleolitico superiore. Tracce di frequentazione umana della fase finale dell'Eneolitico, appartenenti alla cultura del bicchiere campaniforme, sono state rinvenute sul pianoro di Campo Pianelli, alla base della Pietra di Bismantova (metà del III millennio a.C.). Sempre all'eneolitico è stata attribuita un'ascia piatta in rame rinvenuta, isolata, ai piedi di Montecastagneto nell'Ottocento.
Abitati del Bronzo medio (1550-1400 a.C.) si impiantarono sul pianoro alla sommità del Montecastagneto e a Campo Pianelli, dove sono stati rinvenuti i resti di capanne ancora nella prima fase del Bronzo recente (1300-1250 a.C.). L'abitato apparteneva all'occupazione della media montagna da parte della cultura delle terramare. Nel Bronzo finale (XI-XII secolo a.C.), l'abitato dovette essere spostato in un luogo ritenuto più adatto e l'insediamento precedente venne rioccupato da una necropoli, che ha restituito circa 50 tombe ad incinerazione.

## Epoca antica
A partire dalla fine del VI secolo a.C. e fino al IV secolo a.C. in poi il sito di Campo Pianelli venne rioccupato da Etruschi e Liguri.
Dopo la conquista da parte dei Romani (187 a.C.-175 a.C.) e l'assegnazione del territorio dei Liguri Friniates ai coloni romani (173 a.C.) piccoli insediamenti rurali romani sono attestati a Costa de' Grassi e a Maillo. Questi vennero abbandonati in epoca tardo imperiale a favore di fortificazioni a quote più elevate.

## Epoca medioevale

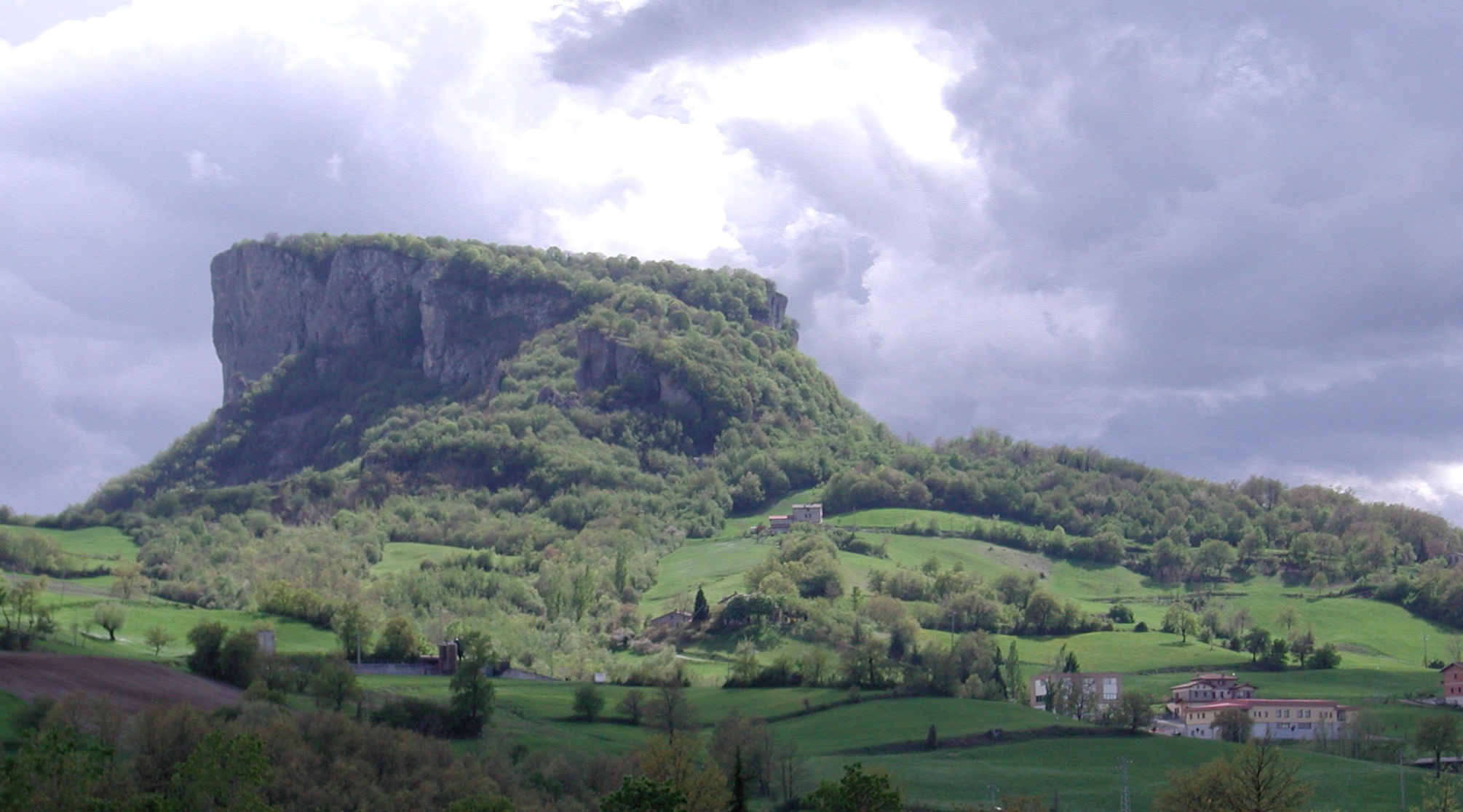
Il pianoro sopra la Pietra di Bismantova sede di fortificazioni attestate dal VII secolo

Il castrum Bismantion (Pietra di Bismantova) è attestato come esistente agli inizi del VII secolo. La fortificazione doveva dominare la strada tra Parma e Lucca, che forse ricalcava un più antico percorso romano, e passò ai Longobardi prima del 628. Il castello era centro di un gastaldato che comprendeva quattro corti fiscali, tra cui quella di Malliaco.
Nel IX secolo la curtis di Malliaco fu donata dal re carolingio Ludovico II al conte di Parma, Suppone. 
Dai conti di Parma, nel 962 il territorio passò ai conti di Reggio e quindi ad Atto (o Azzone), marchese di Toscana e conte di Canossa.

In punto di morte Matilde di Canossa consegnò Castelnovo alla Chiesa

Agli inizi del XI secolo risalgono le più antiche attestazioni storiche della corte di Villola (Virola), collocata alle pendici della Bismantova.
Nel 1062 i conti di Canossa fecero edificare un nuovo fortilizio, che prese il nome di Castrum novum, oggi Castelnovo, al posto del Castrum vetus di cui si erano impossessati i Dallo di Garfagnana. La costruzione del castello terminò nel 1110. Alla sua morte, nel 1115, Matilde di Canossa lasciò la fortezza e la relativa corte al monastero di Sant'Apollonio nel castello di Canossa, dal quale l'abitato prese il nome di "Castelnovo del signor abate di Canossa". Rimase possesso ecclesiastico fino al 1156.
L'abbazia comprendeva tra le sue dipendenze anche le corti limitrofe di Cagnola e Felina, che erano state concesse precedentemente dal padre di Matilde, Bonifacio di Canossa, o parte del done della stessa Matilde. Castelnuovo venne restituito alla famiglia nel 1188 e nel 1197 gli abitanti del paese si sottomisero al comune di Reggio Emilia.
La podesteria felinese\castelnovese assunse realmente le funzioni di capitale di una provincia de facto della montagna reggiana grazie alla concessione di poteri speciali in caso di pericolo e alla costituzione di varie istituzioni tra cui gli uffici della comarchia, del colonnellato, del bargello e dei "birri di campagna", corpo di polizia con autorità su tutta l'area montana. 
Dopo un periodo di infeudazione alla famiglia Dallo. nel 1409 Castelnovo passò nelle mani degli Este, i quali, fatta eccezione per due brevi parentesi, furono signori del territorio fino al 1859. 
Nel 1413, al podestà di Castelnovo Ettore da Panico viene ordinato di abbattere la ormai vetusta costruzione e di costruire un nuovo castello. Passati due anni il "Castrum novum" viene completamente assorbito dagli Estensi, che nel 1521 lo trasformeranno in sede di podesteria, erigendovi un palazzo ducale presso Bagnolo, all'imboccatura della valle.
Nel 1480, la separazione dalla podesteria di Felina segnò la creazione di un grande "stato immediato" estense che ricalcava a larghi tratti l'antico Gastaldato longobardo. 
Il suo territorio comprendeva i comuni di Cola, Vetto, Gazzolo (fino al 1653), Gottano (fino al 1637), Acquabona e Nismozza (fino al 1642), Campo e Giarola (fino al 1562) e Le Vaglie (fino al 1562).

## Età moderna e contemporanea
Nel 1651 il feudo passò ai Malvasia fino al 1664 da quando dipendette direttamente dalla camera ducale attraverso un podestà. Nel 1719 fu affidato ai Lucchesini, insieme a Vologno e Bondolo.
Dopo le due parentesi di governi ad ispirazione francese durati a fasi alterne circa un ventennio, dapprima Castelnuovo fu nominata capoluogo di cantone, in seguito, con la Restaurazione fu sede di un comune allargato, da Felina al valico del Cerreto che interessava tutti gli attuali comuni di Vetto, Ramiseto, Busana, e Collagna.

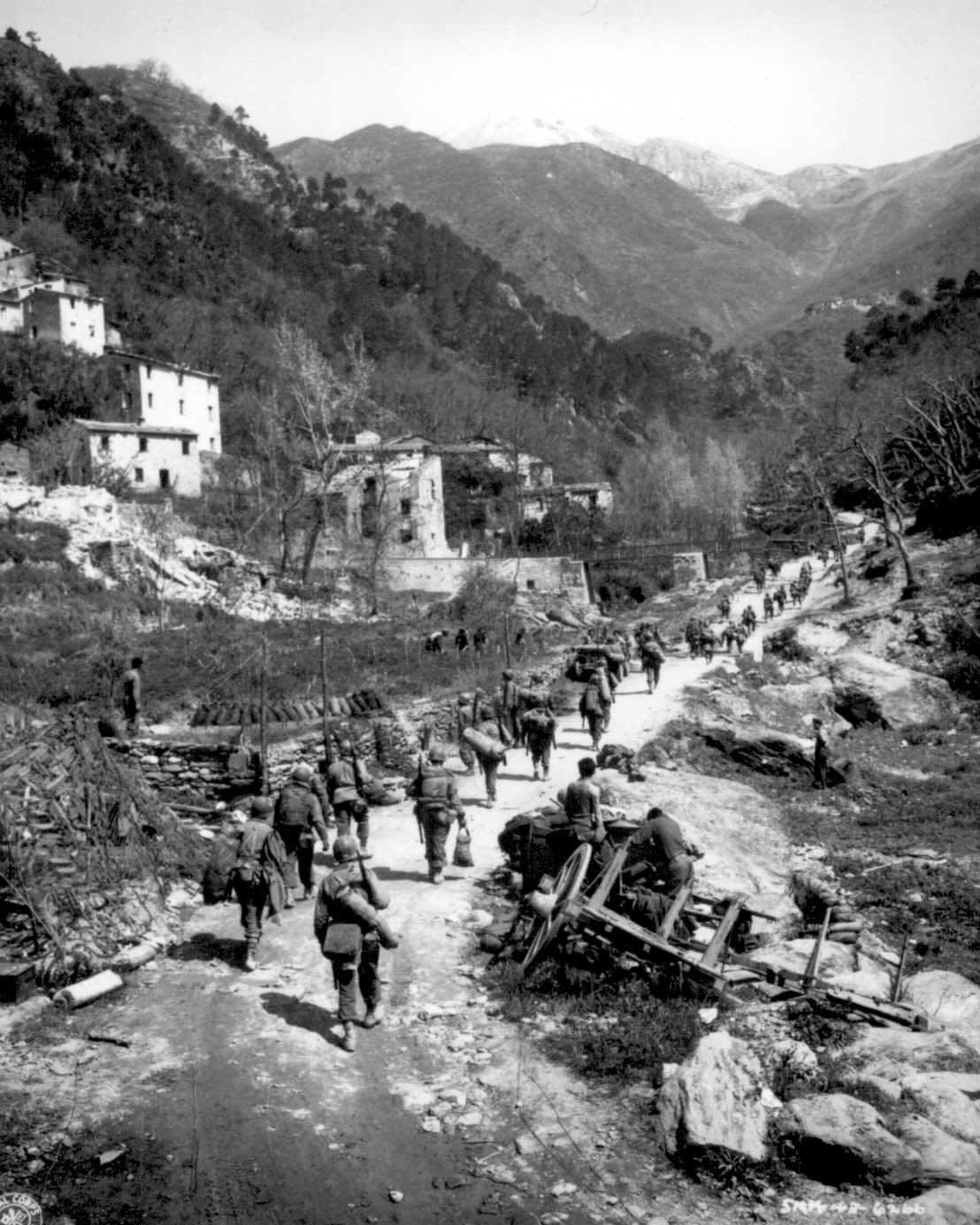
1945, i soldati americani sull'Appennino in uno scenario di devastazione frequente nella montagna reggiana

L'amministrazione congiunta austro-estense progettò radicali ammodernamenti del paese costruendo il centro amministrativo a Bagnolo, dotandolo di una nuova sede municipale, con gli uffici della finanza, con delle caserme e con il nuovo palazzo ducale, costruito fra il 1826 e il 1831.
La dichiarazione della strada del Cerreto "calessabile" col nome di "strada militare di Lunigiana", restituì vitalità al centro dell'abitato intorno alla piazza del Mercato della Luna, alla Contrada maggiore ed all'Arengo, con la costruzione di nuove strade, piazze e palazzi nel Prato della Valle.
Con l'unità d'Italia, nel 1859, viene costituito comune di cui fece parte la frazione di Felina, fino ad allora parzialmente autonoma, raddoppiando la sua estensione territoriale.
In seguito fu inglobato anche Gombio, frazione a nord-est di Castelnovo, che in precedenza era del comune di Vetto, aumentando di un terzo il territorio del comune che ora è tra i più vasti della provincia.
Durante la seconda guerra mondiale il paese fu coinvolto nella Resistenza dopo l'armistizio dell'8 settembre 1943: i combattimenti più aspri si ebbero prima del superamento della vicina Linea gotica da parte degli Alleati.
Sulle montagne nei pressi dell'abitato stanziarono diverse compagnie partigiane composte da volontari locali e da soldati stranieri, guidati da un commissario sovietico. Il paese fu occupato dai fascisti e dalle forze tedesche in ritirata che si insediarono al Fariolo e bruciarono la popolosa frazione di Roncroffio per rappresaglia, facendo strage di civili.
Nel dopoguerra, la devastazione portata dal conflitto aggravò la situazione di povertà nelle campagne e molte giovani famiglie abbandonarono la loro terra per emigrare in pianura nei centri industriali, soprattutto a Reggio Emilia e Milano. Il comune ha in seguito attivato una politica di sviluppo economico, conservazione del territorio e potenziamento dei servizi pubblici per contrastare l'emigrazione, sebbene ormai di proporzioni più ridotte.